# Nerkin Bazmaberd
Nerkin Bazmaberd – wieś w Armenii, w prowincji Aragacotn. W 2011 roku liczyła 1417 mieszkańców.